# Sopåkarna
Sopåkarna (engelska: Men at Work) är en amerikansk långfilm från 1990 i regi av Emilio Estevez. Estevez spelar även huvudrollen tillsammans med sin bror Charlie Sheen. I andra roller ser vi bland andra Leslie Hope och Keith David.

## Handling
Carl Taylor (Charlie Sheen) och James St. James (Emilio Estevez) är två sopåkare som drömmer om att äga en surfbutik. De upptäcker en olaglig dumpning av kemiskt avfall, som de ser till att sätta stopp för.

## Rollista
| Charlie Sheen    | – Carl Taylor           |
| Emilio Estevez   | – James St. James       |
| Leslie Hope      | – Susan Wilkins         |
| Keith David      | – Louis Fedders         |
| Dean Cameron     | – Pizza Man             |
| John Getz        | – Maxwell Potterdam III |
| Hawk Wolinski    | – Biff                  |
| John Lavachielli | – Mario                 |
| Geoffrey Blake   | – Frost                 |
| Cameron Dye      | – Luzinski              |
| John Putch       | – Mike                  |
| Tommy Hinkley    | – Jeff                  |
| Darrell Larson   | – Jack Berger           |
| Sy Richardson    | – Walt Richardson       |
| Kari Whitman     | – Judy                  |